# Emesaya brevicoxa
Emesaya brevicoxa är en insektsart som först beskrevs av Banks 1909.  Emesaya brevicoxa ingår i släktet Emesaya och familjen rovskinnbaggar. Inga underarter finns listade i Catalogue of Life.